# Attentat de Mastung (2017)
Ne doit pas être confondu avec Attentat de Mastung et Bannu (2018).
Le 12 mai 2017, alors que le vice président du Sénat, Abdul Ghafoor Haideri (en) est en déplacement dans la province de Mastung au Baloutchistan, un homme a moto fait exploser son gilet d'explosif contre le véhicule du sénateur. La déflagration est puissante, 28 personnes, en majorité des partisans du JUI-F sont tuées et 40 autres sont blessées, l'attentat sera revendiquée par l'État islamique.

## Déroulement
L'attentat a eu lieu alors que le convoi du sénateur Haideri circuler sur la nationale N-25, un kamikaze a moto s'est approché le véhicule transportant Haideri. Le véhicule a été très gravement endommagé par l'explosion.
Le sénateur Abdul Ghafoor Haideri, membre du JUI-F qui était assis sur le siège a survécu de justesse mais a été grièvement blessée. Plusieurs véhicules de police sécurisant le convoi ont été détruits par la forte explosion.
Parmi les victimes les plus importantes, Mawlana Hafiz Qudratullah, l'émir du JUI-F du district de Quetta, Iftikhar Mughal, directeur du cabinet du Sénat Pakistanais et Abdul Waheed, haut responsable de la force anti-terroriste pakistanaise.

## Suite
Les survivants de l'explosion ont commencé à ramasser les morceaux de corps qui gisaient sur la route. Suivie par l'arrivée des forces de sécurité sur le lieu de l'attaque avec les secouristes.
L'état d'urgence a été déclaré dans tous les hôpitaux de la région, en particulier a Mastung et Quetta. Au moins 10 blessés graves ont été transférés au centre de traumatologie de Quetta. Après un traitement initial, Haideri a été transféré à l'hôpital militaire de Quetta pour réservoir un meilleur traitement.

### Enquête
Après avoir recueilli les preuves sur les lieux, un responsable de l'équipe de déminage a confirmé qu'il s'agissait bien d'un attentat suicide. Il a ajouté qu'une dizaine de kilogrammes d'explosifs ont été utilisés pour l'explosion, avec un système de roulement a bille communément appelé shrapnel.